# Utnapištim
Utnapištim (akadski: 𒌓𒍣) legendarni je babilonski junak poznat iz djela Ep o Gilgamešu. 

## U Epu o Gilgamešu
Jedini se, s obitelji i životinjama, spasio od potopa sklonivši se na lađu, po savjetu boga Ea. Nakon potopa bog Enlil dodijelio mu je besmrtnost, te je živio na otoku s one strane mora smrti, na sastavcima Eufrata i Tigrisa, gdje ga je posjećivao Gilgameš. Predaja o velikom potopu sačuvana je i književno obrađena na sumerskim, akadskim, babilonskim i asirskim spomenicima. Najpotpunija inačica priče sačuvana je na pretposljednjoj od dvanaest glinenih ploča koje donose ep o Gilgamešu nastalog oko 1250. pr. Kr. Na sumersku tradiciju nadovezuje se i znatno mlađa biblijska inačica priče o potopu čiji je glavni lik Noa.